# チベット仏教普及協会
チベット仏教普及協会、通称ポタラ・カレッジ（英語: Potala College）は、東京都千代田区神田須田町に所在する、本格的なチベット仏教の教理・実践の講習を行っている団体。
ダライ・ラマ法王日本代表部事務所に勤務していたゲシェー・ソナム・ギャルツェン、クンチョック・シタル、齋藤保高の3名の発願により、チベット仏教の正しい情報・理解の普及を目的として、1998年に設立された。
チベット語から顕教・密教に至るまでのチベット仏教の本格的かつ総合的な講習を、東京の事務所を中心に、静岡・名古屋・京都・大阪・広島で、通信などで行っている。書籍やCDの販売も行っている。

## 組織構成
- 組織の主な構成は、以下の通り[2]。

宗教・学術顧問
- キャプジェ・デンマ・ロチュー・リンポチェ（ナムギェル寺元僧院長）
- ゲシェー・タムチュー・ギェルツェン（ダラムサラ仏教倫理大学学長）
- 宮坂宥勝（名古屋大学名誉教授・真言宗智山派前管長）
- 吉田宏晢（大正大学名誉教授）

顧問
- カルマ・ゲレク・ユトク（ダライ・ラマ法王元駐日代表）
- 牧野聖修（衆議院議員）

会長
- ゲシェー・ソナム・ギャルツェン

副会長
- クンチョック・シタル

事務局長
- 齋藤保高

講師
- ガワン・ウースン・ゴンタ